# Mützenich (Rijnland-Palts)
Mützenich is een plaats in de Duitse deelstaat Rijnland-Palts, en maakt deel uit van de Eifelkreis Bitburg-Prüm.
Mützenich telt 114 inwoners.

## Bestuur
De plaats is een Ortsgemeinde en maakt deel uit van de Verbandsgemeinde Prüm.

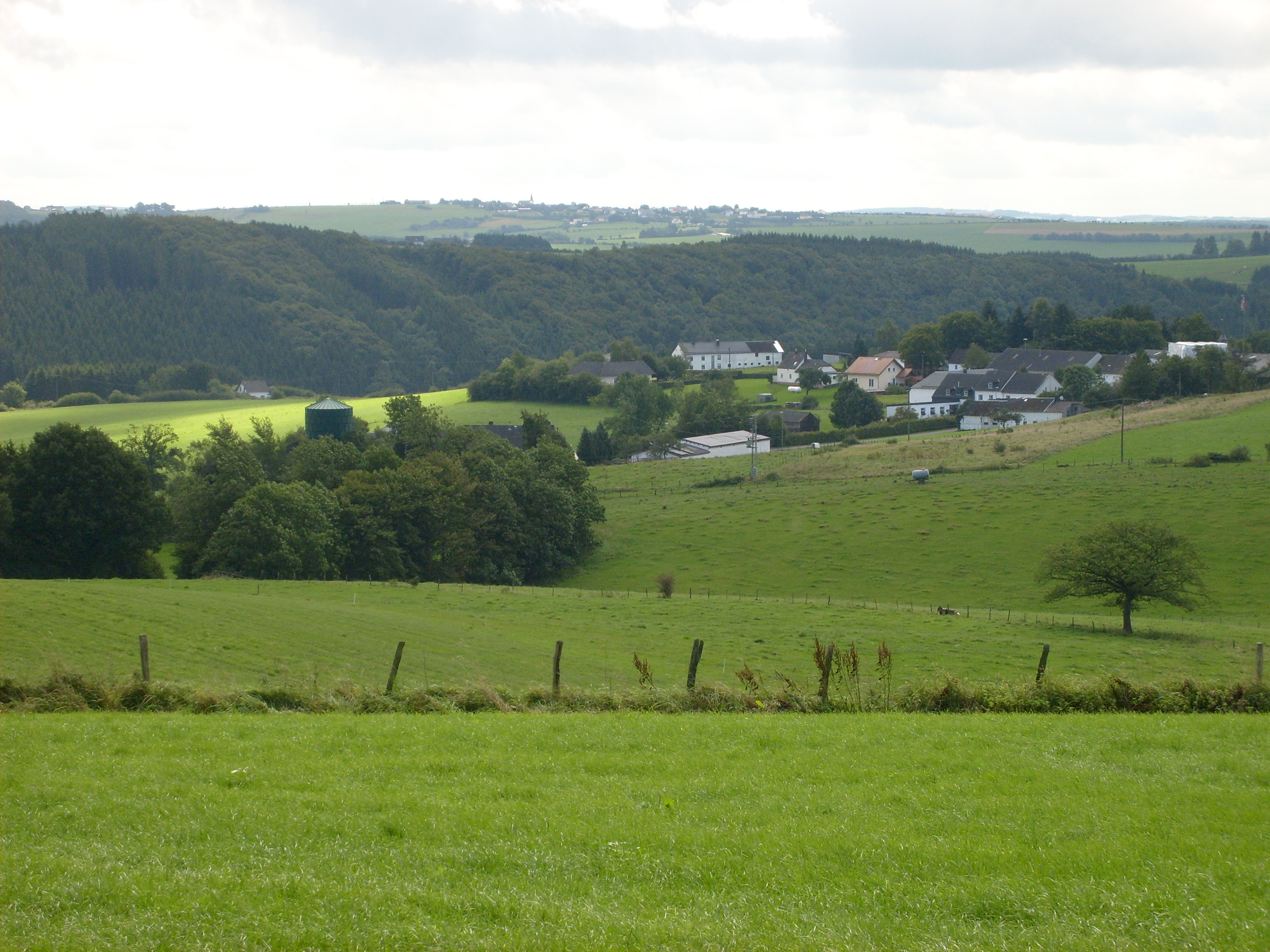
Mützenich

Verbandsvrije stad:  Bitburg